# Філін Леонід Олексійович
Леонід Олексійович Філін (18 серпня 1915 — 20 лютого 1975) — радянський військовий льотчик часів Другої світової війни, полковник. Герой Радянського Союзу (1944).

## Життєпис
Народився в селищі Горлівка Бахмутського повіту Катеринославської губернії Російської імперії (нині — місто Донецької області України) в шахтарській родині.
Після здобуття неповної середньої освіти навчався в Горлівському гірничому технікумі. На останньому курсі технікуму, за комсомольським направленням, направлений на навчання до Батайської авіаційної школи ЦПФ, яку закінчив у 1937 році. Деякий час працював льотчиком-інструктором при школі, згодом — пілот цивільного повітряного флоту. Член ВКП(б) з лютого 1941 року.
З початком німецько-радянської війни здійснював польоти у глибокий тил супротивника на літаку ПС-84, зокрема — доправляв боєприпаси в блокований Ленінград. У березні 1942 року розпочав перенавчання на бомбардувальнику Іл-4.
З квітня 1942 року — льотчик 752-го (з березня 1943 року — 10-го гвардійського) авіаційного полку далекої дії. У складі 3-ї гвардійської авіаційної дивізії 3-го гвардійського авіаційного корпусу далекої дії брав участь у Сталінградській битві, битві на Курській дузі, в бойових діях на території України, Білорусі, Молдови, країн Балтії.
До 19 квітня 1944 року заступник командира ескадрильї 10-го гвардійського авіаційного Червонопрапорного полку далекої дії гвардії капітан Л. О. Філін здійснив 344 бойових вильоти (56 — вдень, 288 — вночі), у тому числі 15 бойових вильотів — на бомбардування військово-промислових об'єктів у глибокому тилу ворога (Кенігсберг, Данциг, Берлін, Будапешт, Тільзит, Інстербург, Брест, Гельсінкі, Констанца, Галац).
З серпня 1944 по березень 1945 року — командир ескадрильї того ж полку. У квітні 1945 року, як найбільш підготовлений і досвідчений льотчик, висунутий на посаду льотчика-інструктора з техніки пілотування управління 2-ї гвардійської бомбардувальної авіаційної Севастопольської дивізії (18-та повітряна армія). Всього за роки війни здійснив 379 бойових вильотів.
Після закінчення війни продовжив військову службу. У 1951 році закінчив Військово-повітряну академію. Командував авіаційним полком, дивізією. У серпні 1960 року полковник Л. О. Філін вийшов у запас. Мешкав у м. Житомир, працював майстром на заводі «Електровимірювач».

## Нагороди
Указом Президії Верховної Ради СРСР від 19 серпня 1944 року «за зразкове виконання бойових завдань командування на фронті боротьби з німецькими загарбниками та виявлені при цьому відвагу і героїзм» капітану Філіну Леоніду Олексійовичу присвоєне звання Героя Радянського Союзу з врученням ордена Леніна і медалі «Золота Зірка» (№ 4373).
Також нагороджений ще двома орденами Леніна (25.03.1943, 22.02.1955), двома орденами Червоного Прапора (18.08.1942, 28.08.1945), орденами Вітчизняної війни 2-го ступеня (20.09.1945), Червоної Зірки (13.06.1952) і медалями, в тому числі «За відвагу» (10.07.1942) та «За бойові заслуги» (03.11.1944).